# Hargita Nemzeti Székely Népi Együttes
A csíkszeredai Hargita Nemzeti Székely Népi Együttes harminc éves fennállása alatt hűséggel töltötte be kiszabott feladatán bőven túlmutató önként felvállalt kulturális és társadalmi szerepét nem csupán szűkebb hazájában, Csíkban, de egész Erdély életében.
Mind tartalmukban, mind az előadásmódban hiteles folklórműsorainak sorát – amelyekkel lassan az egész Kárpát-medence feltérképezhető – mesejátékok és táncos népszínművek színesítik.
A színpadi munka mellett az intézmény jelentős rendezvényeknek kezdeményezője és szervezője. Az Erdélyi Prímások Találkozójának több mint húsz éve elkezdett sorozata az évről évre gyarapodó felbecsülhetetlen értékű stúdiófelvételek elkészítése, és az autentikus népzene a legkiválóbb előadók általi népszerűsítése mellett ma már a műfaj fiatal képviselőit is megszólaltatja. Közösségtudatot építő, a hagyományokat ébren tartó rendezvények Székelyföldön az Ezer Székely Leány Napja, szórványban a Hagyaték – mezőségi népzene- és néptánctalálkozó.
Örökségünk megismertetését, megszerettetését és átörökítését szolgálja a Csűrdöngölő – gyermek és ifjúsági néptánctalálkozó. A társulat táncosai számos gyermek, ifjúsági és felnőtt tánccsoportot segítenek és tanítanak. Az évek során a Hargita Együttesnél több táncosgeneráció nőtt fel, eközben a gyermekekkel végzett odaadó munka gyümölcseként a társulatban ma már együtt lép színpadra mester és tanítványa.
Az együttes fenntartója Csíkszereda Megyei Jogú Város Önkormányzata.

## Tagok

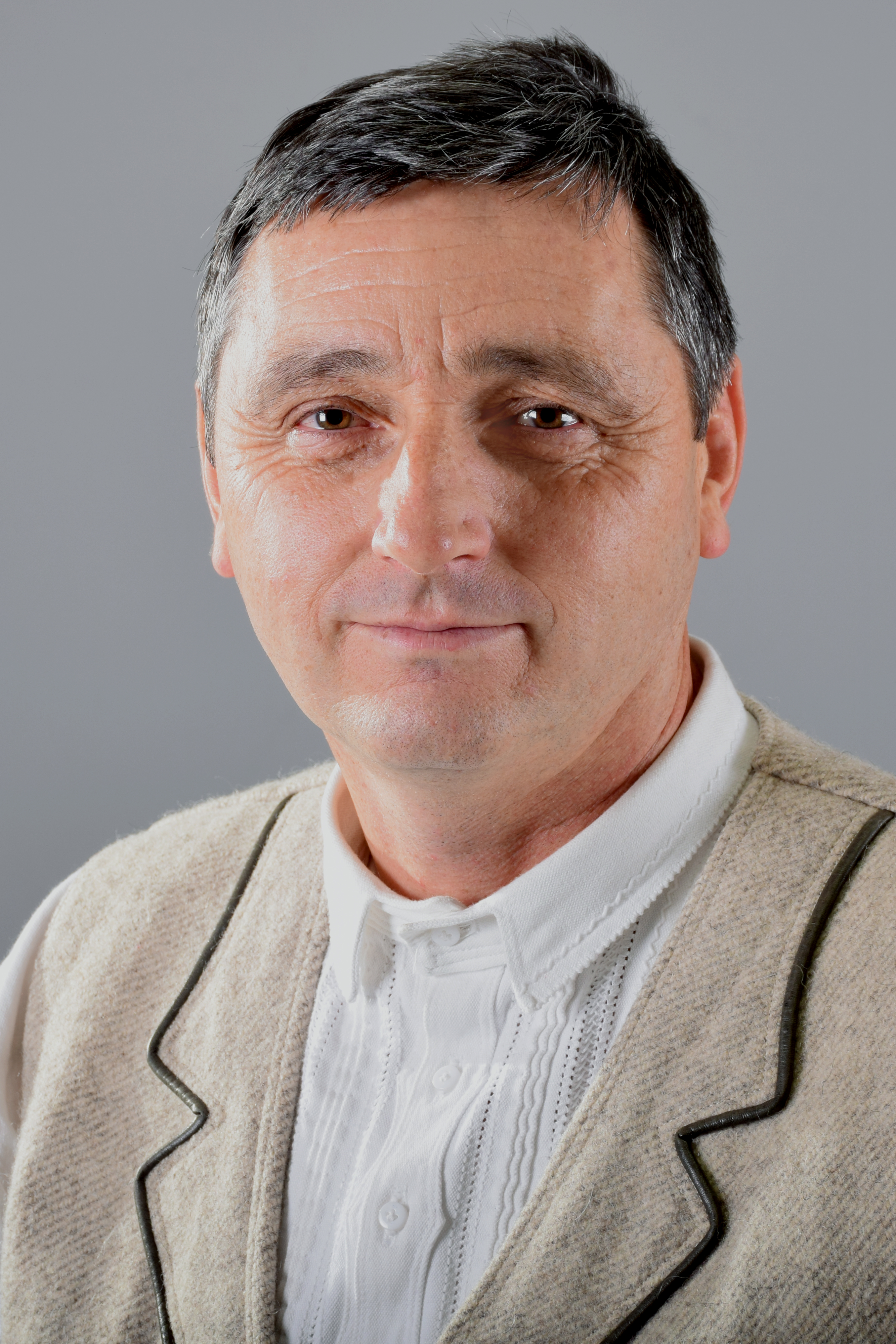
András Mihály, a táncegyüttes művészeti vezetője

András Mihály – igazgató
Szabó László – művészeti vezető
Bara Szabolcs – tánckarvezető
Szabó Júlia –  tánckarvezető

### Táncosok
Antal István, Antal Zsolt, Balázs Júlia Katalin, Bálint Katalin, Bara Szabolcs, Bara Tünde, Csáka Krisztián, Császár Ingrid, Császár Szabolcs, Fábián Ágnes, Gábos Endre, György Piros, György Szabolcs, Halász Anna, Harai Júlia, Holló Áron, János Gabriella, Kelemen Gabriella, Kelemen Szilveszter, Márton Erzsébet, Miklós Emőke, Nyáskuj Csongor, Rácz Bíborka, Szabó Júlia, Szabó László, Vadai Zalán. 

## Története
A Hargita Nemzeti Székely Népi Együttes öt évtizedes hagyományra épül, amelyből 20 évet félhivatásos együttesként, majd 1990-től hivatásosként működik. Nem jöhetett volna létre a csíkszeredai néptánchagyomány nélkül, hiszen a városnak már az 1950-es évektől jól működő, reprezentatív néptánc együttese volt Kosz Szilveszter irányításával. Ezen kívül, szinte minden vállalatnak, iskolának, intézménynek volt tánccsoportja vagy népi együttese - 1970-ben alakult meg a Szakszervezetek „Hargita” Folklór Együttese. Az 1989-es politikai, majd gazdasági változások új helyzetet teremtettek, a régi állapotokat már nem lehetett fenntartani. Így a Hagyományőrző Hargita Táncegyüttes mellett egy új - hivatalos nevén Hargita Állami Székely Népi Együttes - kezdhette meg a tagtoborzást, az infrastruktúra, később a műsorpolitika kialakítását, s végül koreográfiák bemutatását.
Első igazgatója dr. Szalay Zoltán volt. 1990. július folyamán volt bejegyezve, mint hivatásos kulturális intézmény, kezdetben Hargita Állami Székely Népi Együttes, majd Hargita Nemzeti Székely Népi Együttes néven vált az évek során egyre népszerűbbé. Szeptember 1-jén alakult meg: 8 pár táncossal, 5 tagú zenekarral. Míg 1990-ben 30-as létszámmal indult a Hargita Állami Székely Népi Együttes, 1995-ben András Mihály vezetése alatt létszáma 53-ra nőtt. Az együttes jelenlegi fő célja az utánpótlás képzés biztosítása megfelelő szakemberekkel. Szalay Zoltán az 1994-es évad végén mondott le tisztségéről, lemondása után az igazgatói teendők ellátását eleinte Fodor Csaba vállalta, majd 1995 márciusában új vezető került az együttes élére András Mihály személyében.

## Előadások
A következő előadásokat vitték színpadra, sikerrel tették ezt elnyerve mind a közönség, mind pedig a szakma elismerését.
1990. december 1. – Erdélyország sok szép vize című műsor. Ez az első bemutató – koreográfus: Fodor Csaba, Lőrincz Lajos, Jánosi József, Szalay Zoltán;
https://hargitatanc.ro/hu/articles/389/2/erdelyorszag-sok-szep-vize
1992. április 21. – Két út van előttem című műsor került bemutatásra – koreográfusok: Bodó Bán János, Fodor Csaba, László Csaba, Szalay Zoltán;
https://hargitatanc.ro/hu/articles/390/2/ket-ut-van-elottem
1995. február 21. – Felsütött a Hold sugára című műsor bemutatója – koreográfusok: Fodor Csaba, Szalay Zoltán, Orza Călin;
https://hargitatanc.ro/hu/articles/391/2/felsutott-a-hold-sugara
1995. december 14. – A Mulatság című műsor bemutatója – rendező-koreográfus: Sára Ferenc, koreográfus: András Mihály;
https://hargitatanc.ro/hu/articles/392/2/mulatsag
1996. december 12. – Belülről izzó tűz bemutatója – rendező-koreográfus: Sára Ferenc;
https://hargitatanc.ro/hu/articles/393/2/belulrol-izzo-tuz
1998. március 15. – Gál Sándor éjszakája, a Figura Stúdió Színházzal közös előadás – koreográfia: Kozák Albert;
https://hargitatanc.ro/hu/articles/394/2/gal-sandor-ejszakaja
1998. április 28. – Életem a tánc műsor bemutatója – koreográfusok: Both József, Kozák Albert, Nagy Zoltán József, Ádám Gyula, Buciu Valeriu, Lőrincz Lajos és Péter László;
https://hargitatanc.ro/hu/articles/395/2/eletem-a-tanc
1999. május 31. – Csodálatos furulya című táncjáték, Konsza Samu népmesegyűjtése nyomán – rendezte: László Károly (sepsiszentgyörgyi színész), koreográfusok: András Mihály és Kozák Albert;
https://hargitatanc.ro/hu/articles/396/2/csodalatos-furulya
2000. március 7. – A Múltunk-jelenünk- jövőnk című műsor bemutatója – rendező-koreográfus: Timár Sándor, Állami- és Erkel-díjas Érdemes Művész;
https://hargitatanc.ro/hu/articles/397/2/multunk--jelenunk--jovonk
2000. szeptember 7. – Forduló – Hargita 2000, az együttes Kárpát-medencei turnéjának kezdete – koreográfusok: Timár Sándor, Ádám Gyula, András Mihály, Péter László;
https://hargitatanc.ro/hu/articles/398/2/fordulo--hargita-2000
2001. november 16. – Szarvas rege táncjáték bemutatása – dramaturg : Imreh István, koreográfus : Orza Călin, zenei szakértő : Szalay Zoltán;
https://hargitatanc.ro/hu/articles/399/2/szarvas-rege
2003. május 27. – www.idő@.hopp táncszínházas produkció bemutatása – koreográfusok: Orza Călin, Szalay Zoltán;
https://hargitatanc.ro/hu/articles/401/2/www.ido.hopp
2004. február 13. – Kelettől Nyugatig, című műsor bemutatója – koreográfusok: Péter László, Udvari Róbert;
https://hargitatanc.ro/hu/articles/402/2/kelettol-nyugatig
2004. október 23. – Bartók nyomában bemutató előadás, a Jánosi Együttes és a Hargita Nemzet Székely népi együttes közös műsora – koreográfusok: András Mihály, Antal Zsolt, Gábos Endre, Péter László;
https://hargitatanc.ro/hu/articles/403/2/bartok-nyomaban
2005. február 8. – Farsang Illés Szekerén, bemutató előadás – rendező-koreográfus: Orza Călin;
https://hargitatanc.ro/hu/articles/405/2/farsang-illes-szekeren
2005. május 9. – Víg a gazda, víg a vendég bemutató előadás – koreográfusok: Kósa M. Gabriella, Antal Zsolt, Gábos Endre, Rigmányi Júlia Katalin, Péter László, Elekes András;
https://hargitatanc.ro/hu/articles/406/2/vig-a-gazda-vig-a-vendeg
2005. november 17. – Pakulárnóta bemutató előadás – rendező-koreográfus: Orza Călin;
https://hargitatanc.ro/hu/articles/407/2/pakularnota
2006. június 2. – Csudatarisznya – rendező-koreográfus Orza Cãlin;
https://hargitatanc.ro/hu/articles/409/2/csudatarisznya
2006. január 2. – Hej, regő rejtem bemutató előadás – rendező-koreográfus: Orza Călin;
https://hargitatanc.ro/hu/articles/408/2/hej-rego-rejtem
2007. január 17. – Góbévirtus bemutató előadás – rendező-koreográfus: Orza Călin;
https://hargitatanc.ro/hu/articles/324/2/gobe-virtus
2007. április 18. – Még szólnak a harangok bemutató előadás – rendező-koreográfus: Orza Călin;
https://hargitatanc.ro/hu/articles/323/2/meg-szolnak-a-harangok
2008. május 7. – Holttenger bemutató előadás – szerkesztette és rendezte: Jánosi András;
https://hargitatanc.ro/hu/articles/337/2/holttenger
2009. február 18. – Táncba fordulva – rendező-koreográfus: Szűcs Gábor, művészeti munkatárs Sz. Urbán Mária;
https://hargitatanc.ro/hu/articles/336/2/tancba-fordulva
2009. május 13. – Hegyen innen-hegyen túl bemutató előadás – koreográfusok: Antal Zsolt és Péter László.
https://hargitatanc.ro/hu/articles/335/2/hegyen-innen-hegyen-tul
2010. január 27. – A csodálatos furulya bemutató előadás – rendező: Budaházi Attila, koreográfus: Gábos Endre, Antal Boglárka Klaudia.
https://hargitatanc.ro/hu/articles/325/2/a-csodalatos-furulya-uj-valtozat
2010. április 28. - Örökség, dalok és táncok Csík vármegyéből bemutató előadás - Koreográfus: Varga Zoltán Zenei szerkesztő: Kelemen László Dramaturgia, jelmez: Lőrincz Beáta.
https://hargitatanc.ro/hu/articles/338/2/orokseg
2011. március 8. - Virágom, Világom bemutató előadás - koreográfus: Varga Zoltán, alkotótárs: Lőrincz Beáta.
https://hargitatanc.ro/hu/articles/322/2/viragom-vilagom
2011. június 11. - Hegyen innen- hegyen túl (felújítás) - Koreográfusok: Antal Zsolt és Péter László.
https://hargitatanc.ro/hu/articles/326/2/hegyen-innen--hegyen-tul-felujitas
2011. november 16. - János Vitéz, avagy a hős gyönyörűséges utazása és csodálatos megérkezése bemutató előadás - rendező: Boka Gábor.
https://hargitatanc.ro/hu/articles/327/2/janos-vitez
2012. február 15. - Ördöngősök Füzesen bemutató előadás - rendező: Boka Gábor Koreográfusok: Busai Norbert és Busai Zsuzsanna.
https://hargitatanc.ro/hu/articles/328/2/ordongosok-fuzesen
2012. december 12. - A hagyaték bemutató előadás - rendező: Boka Gábor Koreográfusok: Busai Norbert és Busai Zsuzsanna.
https://hargitatanc.ro/hu/articles/329/2/a-hagyatek
2013. május 14. - Vándorúton, otthonról haza bemutató előadás - rendező-koreográfus: Szűcs Gábor Alkotótárs: Szűcsné Urbán Mária.
https://hargitatanc.ro/hu/articles/330/2/vandoruton
2013. augusztus 3. - Júlia szép leány bemutató előadás - rendező: Kelemen Szilveszter Alkotótársak: Böjte Róbert és Kósa Gabriella.
https://hargitatanc.ro/hu/articles/331/2/julia-szep-leany
2013. december 20. - Háry János bemutató előadás (A Csíki Játékszínnel közös produkció) - rendező: Szabó Emese Koreográfus: Szűcs Gábor.
https://hargitatanc.ro/hu/articles/332/2/hary-janos
2014. január 7. - Madéfalvi veszedelem első bemutató előadás (hivatalos premier 2014. március 15.) - rendező: Kelemen Szilveszter Alkotótársak: Ábrahám Róbert, Kósa Gabriella, Péter László és Szabó László.
https://hargitatanc.ro/hu/articles/333/2/madefalvi-veszedelem
2014. február 27. - A sóvidéki kalapács bemutató előadás - rendező: Boka Gábor Koreográfia: Kovács Norbert Cimbi és alkotótársa Gaschler Beáta.
https://hargitatanc.ro/hu/articles/334/2/a-sovideki-kalapacs
2015. május 11. - Magyaroké bemutató előadás - rendező-koreográfusok Szűcs Gábor és Fundák Kristóf, alkotótársak Szűcsné Urbán Mária és Fundák Kaszai Lili, zenei szerkesztő Kelemen László. Művészeti vezető, igazgató András Mihály.
https://hargitatanc.ro/hu/articles/339/2/magyaroke
2015. december 21. - Táncoljatok - táncosok a táncról bemutató előadás - rendező: Gábos Endre, alkotók: Balázs Júlia Katalin, Kelemen Szilveszter, Bara Szabolcs, Laczkó Benedek Tünde, Antal Zsolt, Márton Erzsébet, Biró Enikő, Kósa Gabriella, Szabó Júlia, Szabó László, Gábos Endre.
https://hargitatanc.ro/hu/articles/428/2/tancoljatok
2016. március 9. - A magyar tánc évszázadai bemutató előadás - rendező-koreográfus: Diószegi László, viselet: Ratkó Lujza, művészeti munkatársak: Farkas Tamás, Gál Nóra, Németh Antal.
https://hargitatanc.ro/hu/articles/429/2/a-magyar-tanc-evszazadai
2016. június 10. - Ludas Matyi (felújítás) - rendező: Kelemen Szilveszter, alkotótársak: Böjte Róbert, Fazakas Misi, Kósa Gabriella és Szabó László, zenei szerkesztő: Mihó Attila.
https://hargitatanc.ro/hu/articles/430/2/ludas-matyi
2017. február 14. - Pöttöm Palkó bemutató előadás - rendező-koreográfus Ivácson László, dramaturg: Fazakas Misi, zenei szerkesztő: Fazakas Levente.
https://hargitatanc.ro/hu/articles/444/2/pottom-palko
2017. június 15. - Hegyen innen-hegyen túl (új változat)  - alkotók: Antal Zsolt és Péter László.
https://hargitatanc.ro/hu/articles/482/2/hegyen-innen--hegyen-tul
2017. november 28. - Örökség - Dalok és táncok Csík vármegyéből (felújítás) - rendező-koreográfus: Varga Zoltán, zenei szerkesztő: Kelemen László, dramaturg, jelmeztervező: Lőrincz Beáta, ének (kettős szereposztásban): Györfi Erzsébet és András Orsolya, illetve Balázs Júlia Katalin és Sándor Katalin, zene: Mihó Attila és barátai.
https://hargitatanc.ro/hu/articles/516/2/orokseg
2018. március 22. - Erdély.ma-Levelek Londonba bemutató előadás - rendező-koreográfus, forgatókönyvíró: Diószegi László, levelek: Léka Géza, Lőrincz Ágnes, a londoni jelenet koreográfusa: Szőllősi András, zene: Kiss Ferenc, Csoóri Sándor „Sündi”, Mihó Attila.
https://hargitatanc.ro/hu/articles/533/2/erdely.ma
2019. január 15. - Góbé farsang, A Farsang Illés szekerén előadás nyomán - rendező-koreográfus: Orza Călin, zenei szerkesztő: Román Hunor, Szabó Lóránd.
https://hargitatanc.ro/hu/articles/609/2/gobe-farsang
2019. április 30. - Fészek nélkül - Bukovinai székelyek bemutató előadás - rendező – koreográfus: Varga Zoltán, dramaturg: Lőrincz Beáta, zenei szerkesztő: András Orsolya, Mihó Attila, alkotótársak: Fekete Etelka, Radák János, a Hargita Együttes táncosai, Fazakas Misi.
https://hargitatanc.ro/hu/articles/637/2/feszek-nelkul
2020. március 12. - Ékes Gyergyó bemutató előadás - rendező- koreográfus: Farkas Tamás, Farkas Ágnes, koreográfusok, táncmesterek: Laczkó- Benedek Tünde, Bara Szabolcs, zenei szerkesztő: András Orsolya, Mihó Attila.
https://hargitatanc.ro/hu/articles/704/6/ekes-gyergyo
2020. Szeptember 21.- Zeng a lélek, Zeng a szó- A műsort szerkesztette: Szabó László-Koreográfusok: Antal Zsolt, Gábos Endre, Kelemen Szilveszter, Kósa Gabriella, Szabó László. -Zenei szerkesztő: Mihó Attila. 
https://hargitatanc.ro/hu/articles/733/2/zeng-a-lelek-zeng-a-szo...
2021. április 13.- Erdélyi tánckóstoló - A műsort szerkesztette: Szabó László, György Katalin Koreográfusok: Szabó László –Szabó Júlia, Bara Szabolcs - Bara Tünde, Kelemen Szilveszter - Kósa Gabriella, Gábor Dénes – Márton Erzsébet, Császár Szabolcs – Târzioru Ingrid. Zenei szerkesztő: András Orsolya, Mihó Attila.
https://hargitatanc.ro/hu/articles/791/2/erdelyi-tanckostolo
2021. december 21.- Divat a népviselet - Színpadra került a Hargita Együttes rendhagyó népviselet-bemutatója „Divat a népviselet” címmel.
https://hargitatanc.ro/hu/articles/878/2/divat-a-nepviselet
2022. február 22.- Életkerék - Forgasd meg velünk! - Rendező - koreográfus: Farkas Tamás, Rendezőtárs: Farkas Ágnes, Zenei szerkesztő: András Orsolya, Mihó Attila. 
https://hargitatanc.ro/hu/articles/877/2/eletkerek--forgasd-meg-velunk
2022. november 16.- Boldogasszony tenyerén - Rendező-koreográfus: Gábos Endre, Furik Rita. Zenei szerkesztő, zeneszerző: András Orsolya, Mihó Attila. Díszlet, jelmeztervező: Furik Rita. Forgatókönyv: Gábos Endre. Hangfelvételről közreműködik: Mihó Attila és barátai. Vetítés: Hátszegi Zsolt, Nagy Klemi. Igazgató: András Mihály
https://hargitatanc.ro/hu/articles/934/2/boldogasszony-tenyeren
2023. március 9.- Katica, az örökké síró királykisasszony - Rendező-koreográfus, forgatókönyvíró, a Kossuth-díjas Diószegi László. Társrendező, koreográfus: Kelemen Szilveszter. Zenei szerkesztő: András Orsolya, Mihó Attila. Jelmez/díszlet: Bakcsi Kata. Koreográfus: Kelemen Gabriella. Asszisztens: Császár Ingrid. Meseszöveg: Léka Géza. Madrigál: Ványolós András. Művészeti vezető: Szabó László. Igazgató: András Mihály.
https://hargitatanc.ro/hu/articles/944/2/katica-az-orokke-siro-kiralykisasszony
2023. december 12. - kÚtjaink - A műsort a Hargita Együttes volt és jelenlegi táncosai alkották meg. Bara Szabolcs, Császár Szabolcs, Gábor Dénes, Gábos Endre, Kelemen Gabriella, Kelemen Szilveszter és Szabó László. Zenei szerkesztő: András Orsolya, Mihó Attila. Az intézmény vezetője: András Mihály.
https://hargitatanc.ro/hu/articles/1030/2/kutjaink

## Rendezvények
- Csűrdöngölő – Hargita Megyei Gye és Ifjúsági Néptánctalálkozó
- Erdélyi Prímások Találkozója
- Hagyaték - Vicei Találkozó
- Ezer Székely Leány Napja
- Székely Népviselet Napja